# Androndrono
Androndrono est une commune rurale malgache dans la région d'Ambatosoa.